# Saga Fondo
Saga Fondo (auch Saga Fando, Sagafondo) ist ein Dorf und der Hauptort der Landgemeinde Bitinkodji in Niger.

## Geographie
Das von einem traditionellen Ortsvorsteher (chef traditionnel) geleitete Dorf liegt am rechten Ufer des Flusses Niger. Am selben Flussufer befinden sich stromaufwärts die Dörfer Sarando Béné und Sarando Ganda und stromabwärts die Dörfer Drahiré und Komba. Auf einer Saga Fondo vorgelagerten Flussinsel liegt das Dorf Kanazi. Saga Fondo wird wie die gesamte Gemeinde Bitinkodji zur Übergangszone zwischen Sahel und Sudan gerechnet.

## Geschichte
Saga Fondo war in den 1990er Jahren von gewaltsamen Landnutzungskonflikten zwischen Ackerbauern und Viehzüchtern betroffen, außerdem war die traditionelle Ortsvorstehung in zwei Lager gespalten. Das Dorf ist seit 2002 der Hauptort der im selben Jahr gegründeten Gemeinde Bitinkodji. Prinzessin Caroline von Monaco besuchte Saga Fondo 2009 im Rahmen einer humanitären Mission.

## Bevölkerung
Bei der Volkszählung 2012 hatte Saga Fondo 3865 Einwohner, die in 308 Haushalten lebten. Bei der Volkszählung 2001 betrug die Einwohnerzahl 2314 in 353 Haushalten und bei der Volkszählung 1988 belief sich die Einwohnerzahl auf 2272 in 341 Haushalten.

## Wirtschaft und Infrastruktur
In Saga Fondo wird Gemüse – unter anderem Kohl, Tomaten, Salat und Paprika – angebaut. Es werden Rinder für die Milchproduktion gehalten. Im Dorf ist mit einem Centre de Santé Intégré (CSI) ein Gesundheitszentrum vorhanden. Der CEG Saga Fondo ist eine Schule der Sekundarstufe des Typs Collège d’Enseignement Général.